# Pier Desiderio Pasolini
Pier Desiderio Pasolini (Ravenna, 22 settembre 1844 – Roma, 21 gennaio 1920) è stato un politico, storico e scrittore italiano.
Figlio di Giuseppe Pasolini e padre di Guido Pasolini dall'Onda, fu senatore del Regno d'Italia nella XVI legislatura. Era membro della famiglia Pasolini dall'Onda, di antica stirpe nobile ravennate.

## Biografia
Nato alla tenuta di Coccolìa, presso Ravenna, il 22 settembre 1844, Pier Desiderio era il figlio primogenito del conte Giuseppe Pasolini dall'Onda e di sua moglie, la nobildonna milanese Antonia Bassi. Suo padre era discendente da una nobile stirpe ravennate, mentre sua madre era nipote di Gabrio Casati, celebre rettore del governo provvisorio milanese durante le Cinque Giornate.
Come fece suo nonno con suo padre, anche Pier Desiderio venne fortemente influenzato nella sua formazione dalla scelta del genitore di occuparsi attivamente della politica, scelta che condizionò anche i continui spostamenti della famiglia che, quando Pier Desiderio era ancora giovane, si trasferì per qualche tempo a Firenze per poi rientrare in Romagna, passando poi per Milano, Torino e Venezia, sempre seguendo gli incarichi del padre. Della sua istruzione, del resto, si occupò direttamente suo padre, coadiuvato da alcuni precettori da lui personalmente scelti come ad esempio il classicista romagnolo Filippo Mordani. Attirato dalle scienze naturali, Pier Desiderio venne ad ogni modo indirizzato a seguire i corsi di legge all'Università di Torino e poi a quella di Bologna dove nel 1866 si laureò con Cesare Albacini. Grazie all'influente posizione del padre, ebbe modo sin dagli anni della sua giovinezza di entrare in contatto col variegato mondo del Risorgimento italiano, conoscendo e discutendo personalmente con personalità del calibro di Alessandro Manzoni, Giuseppe Garibaldi, Gino Capponi, Luigi Carlo Farini, Marco Minghetti e Bettino Ricasoli oltre a eminenti personalità della politica internazionale come lord John Russell, I conte di Russell ed il principe Edoardo del Galles.
Al contrario del padre, però, Pier Desiderio alla morte del genitore si interessò solo marginalmente alla politica, preferendo ad essa la frequentazione dei salotti e la vita in società, oltre a sviluppare una notevole passione per gli studi storici e genealogici, in particolare relativamente alla sua casata. Nel 1875, venne eletto consigliere comunale a Ravenna, divenendo in seguito anche consigliere provinciale. Nel 1883 venne eletto deputato nella XV legislatura per il collegio di Ravenna, aderendo al movimento della Destra storica e riconfermato nel 1886 per la XVI legislatura. Il 26 gennaio 1889 venne nominato senatore da re Umberto I, anche se la sua azione politica fu debole.
Fu in contatto in questi anni con il poeta Giosuè Carducci e si legò strettamente alla cerchia culturale della regina Margherita, dedicando a quest'ultima i suoi tre volumi sulla figura di Caterina Sforza. Dal 1893 divenne socio dell'Accademia di San Luca dove si preoccupò di commemorare Umberto I alla sua morte nel 1900. Dal 1862 era divenuto membro dell'Accademia dei Fecondi di Padova e dal 1869 fu socio corrispondente per la Deputazione di Storia Patria per le province della Romagna, della Toscana e del Veneto. Nel 1902 venne associato all'Accademia dei Lincei.
Sfruttando in particolare il periodo in cui il padre fu impegnato per conto del governo a Venezia, svolse studi approfonditi per la storia di Ravenna e delle sue relazioni col governo della Serenissima che vennero presentate in seguito all'Archivio Storico Italiano. Fu amico di Corrado Ricci col quale condivise l'amore per la storia di Ravenna, pubblicando una serie di biografie nei suoi scritti di storia locale che spaziavano da Galla Placidia ad Anita Garibaldi, passando dalle ricerche archivistiche agli interessi archeologici e persino a quelli artistici come nel caso del saggio pubblicato nel 1875 sul palazzo di Teodorico a Ravenna. Nel 1876 (probabilmente proprio a fronte dell'interesse manifestato con quest'ultima pubblicazione), Pier Desiderio Pasolini venne nominato ispettore per gli scavi archeologici della provincia di Ravenna.
L'opera più importante da lui realizzata è certamente la già citata biografia su Caterina Sforza in tre volumi, pubblicata anche in fortunate edizioni all'estero in Germania, a Londra ed a Parigi.
Morì a Roma il 21 gennaio 1920 dopo una lunga malattia.

## Matrimonio e figli
Nell'autunno del 1874, Pier Desiderio Pasolini si sposò a Varese con Maria Ponti, figlia del ricco ed influente industriale gallaratese Andrea Ponti nonché sorella di Ettore Ponti (poi sindaco di Milano), e di sua moglie Virginia Pigna. La coppia ebbe i seguenti eredi:
- Pasolino (1878-1933), sposò la principessa Camilla Altieri. Non ebbe figli.
- Guido (1880-1963), sposò Caterina Maria Borghese. Fu nonno, tramite il figlio Pier Maria, di Uberto Pasolini Dall'Onda.

## Opere

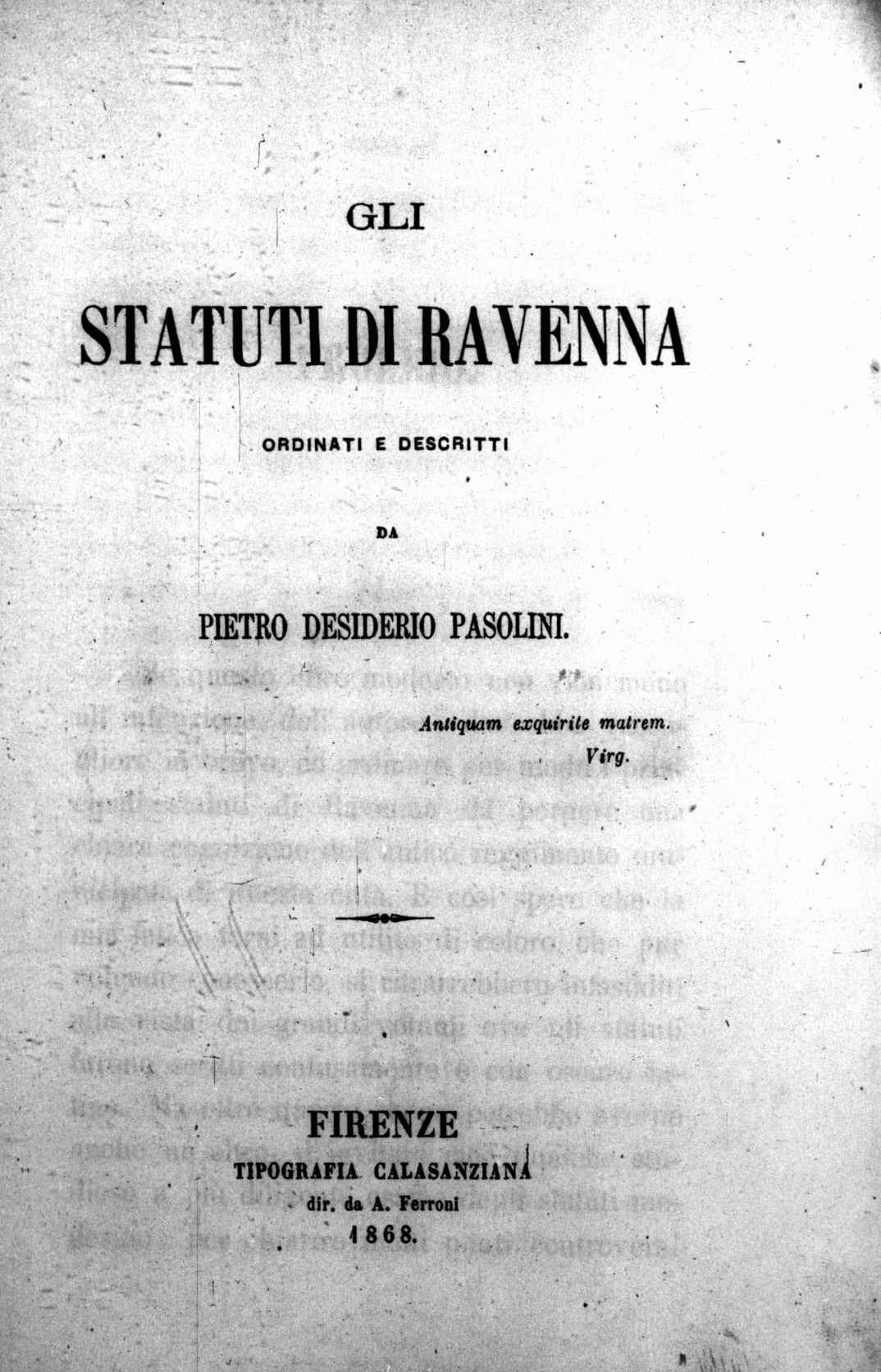
Gli Statuti di Ravenna ordinati e descritti (Statuta civitatis Ravennae), 1868.

- Gli Statuti di Ravenna ordinati e descritti, Firenze, Tipografia Calasaziana, 1868.
- Delle antiche Relazioni fra Venezia e Ravenna, 1870-74.
- I tiranni di Romagna e i papi del Medioevo, 1888.
- Caterina Sforza, 3 vol., 1893.
- I genitori di Torquato Tasso, 1895.
- Il Trattato dell'Amore Humano di Flaminio Nobili con le postille autografe di Torquato Tasso, 1895.
- Ravenna e le sue grandi memorie , 1912.

## Albero genealogico
|                                                        |                         |                                                                     | Genitori                         |  |  | Nonni |  |  | Bisnonni          |  |  | Trisnonni        |  |
|                                                        |                         |                                                                     |                                  |  |  |       |  |  | Giuseppe Pasolini |  |  | Pietro Desiderio |  |
|                                                        |                         |                                                                     |                                  |  |  |       |  |  | Giuseppe Pasolini |  |  | Pietro Desiderio |  |
|                                                        |                         | Anna Cecilia Abbati                                                 |                                  |  |  |       |  |  | Giuseppe Pasolini |  |  |                  |  |
| Pietro Desiderio Pasolini dell'Onda, I conte dell'Onda |                         |                                                                     |                                  |  |  |       |  |  | Giuseppe Pasolini |  |  |                  |  |
|                                                        |                         | Teresa dei conti Codronchi                                          | Innocenzo Codronchi, conte       |  |  |       |  |  |                   |  |  |                  |  |
|                                                        |                         | Teresa dei conti Codronchi                                          | Innocenzo Codronchi, conte       |  |  |       |  |  |                   |  |  |                  |  |
|                                                        |                         | Teresa dei conti Codronchi                                          | Giulia dei conti Stivivi         |  |  |       |  |  |                   |  |  |                  |  |
| Giuseppe Pasolini dell'Onda, II conte dell'Onda        |                         | Teresa dei conti Codronchi                                          |                                  |  |  |       |  |  |                   |  |  |                  |  |
|                                                        |                         | Gio. Francesco Santacroce, conte                                    | Giuseppe Santacroce, conte       |  |  |       |  |  |                   |  |  |                  |  |
|                                                        |                         | Gio. Francesco Santacroce, conte                                    | Giuseppe Santacroce, conte       |  |  |       |  |  |                   |  |  |                  |  |
|                                                        |                         | Gio. Francesco Santacroce, conte                                    | Giulia dei conti della Volpe     |  |  |       |  |  |                   |  |  |                  |  |
| Amalia dei conti Santacroce                            |                         | Gio. Francesco Santacroce, conte                                    |                                  |  |  |       |  |  |                   |  |  |                  |  |
|                                                        |                         | Livia dei conti della Volpe                                         | Gio. Battista della Volpe, conte |  |  |       |  |  |                   |  |  |                  |  |
|                                                        |                         | Livia dei conti della Volpe                                         | Gio. Battista della Volpe, conte |  |  |       |  |  |                   |  |  |                  |  |
|                                                        |                         | Livia dei conti della Volpe                                         | Lavinia dei conti Macchirelli    |  |  |       |  |  |                   |  |  |                  |  |
| Pier Desiderio Pasolini dall'Onda, III conte dall'Onda |                         | Livia dei conti della Volpe                                         |                                  |  |  |       |  |  |                   |  |  |                  |  |
|                                                        | Antonio Francesco Bassi | Paolo Maria Bassi                                                   |                                  |  |  |       |  |  |                   |  |  |                  |  |
|                                                        | Antonio Francesco Bassi | Paolo Maria Bassi                                                   |                                  |  |  |       |  |  |                   |  |  |                  |  |
|                                                        | Antonio Francesco Bassi | Maria Guaita                                                        |                                  |  |  |       |  |  |                   |  |  |                  |  |
| Paolo Luigi Bassi                                      | Antonio Francesco Bassi |                                                                     |                                  |  |  |       |  |  |                   |  |  |                  |  |
|                                                        |                         | Elisabetta Charle                                                   | …                                |  |  |       |  |  |                   |  |  |                  |  |
|                                                        |                         | Elisabetta Charle                                                   | …                                |  |  |       |  |  |                   |  |  |                  |  |
|                                                        |                         | Elisabetta Charle                                                   | …                                |  |  |       |  |  |                   |  |  |                  |  |
| Antonietta Bassi                                       |                         | Elisabetta Charle                                                   |                                  |  |  |       |  |  |                   |  |  |                  |  |
|                                                        |                         | Gian Luca Cavazzi della Somaglia, XII conte e barone della Somaglia | Ercole Cavazzi della Somaglia    |  |  |       |  |  |                   |  |  |                  |  |
|                                                        |                         | Gian Luca Cavazzi della Somaglia, XII conte e barone della Somaglia | Ercole Cavazzi della Somaglia    |  |  |       |  |  |                   |  |  |                  |  |
|                                                        |                         | Gian Luca Cavazzi della Somaglia, XII conte e barone della Somaglia | Anna Maria Banzi, marchesa       |  |  |       |  |  |                   |  |  |                  |  |
| Elisabetta Cavazzi della Somaglia                      |                         | Gian Luca Cavazzi della Somaglia, XII conte e barone della Somaglia |                                  |  |  |       |  |  |                   |  |  |                  |  |
|                                                        |                         | Francesca Maddalena Mellerio                                        | Carlo Giuseppe Fedele Mellerio   |  |  |       |  |  |                   |  |  |                  |  |
|                                                        |                         | Francesca Maddalena Mellerio                                        | Carlo Giuseppe Fedele Mellerio   |  |  |       |  |  |                   |  |  |                  |  |
|                                                        |                         | Francesca Maddalena Mellerio                                        | Rosa Sbaraglini                  |  |  |       |  |  |                   |  |  |                  |  |
|                                                        |                         | Francesca Maddalena Mellerio                                        |                                  |  |  |       |  |  |                   |  |  |                  |  |